# 卡爾加特河
卡爾加特河是俄羅斯的河流，屬於丘雷姆河的右支流，由新西伯利亞州負責管轄，河道全長387公里，流域面積7,200平方公里，發源自瓦休甘沼澤，河水主要來自雨水和融雪，每年十一月至翌年四月結冰。